# کورکیماخی
کورکیماخی (به لاتین: Kurkimakhi) یک منطقهٔ مسکونی در روسیه است که در شهرستان آگولسکی واقع شده‌است.